# Air (pel·lícula)
Air és una pel·lícula de drama esportiu biogràfic nord-americà del 2023 dirigida per Ben Affleck i escrita per Alex Convery. La pel·lícula es basa en fets reals sobre l'origen d'Air Jordan, una línia de sabatilles de bàsquet, de la qual un empleat de Nike busca arribar a un acord comercial amb el jugador novell Michael Jordan. És protagonitzada per Matt Damon, Ben Affleck, Jason Bateman, Marlon Wayans, Chris Messina, Chris Tucker i Viola Davis. Ha estat subtitulada al català.

## Repartiment
- Matt Damon com a Sonny Vaccaro
- Ben Affleck com a Phil Knight
- Jason Bateman com a Rob Strasser
- Marlon Wayans com a George Raveling
- Chris Messina com a David Falk
- Chris Tucker com a Howard White
- Viola Davis com a Deloris Jordan